# Chersotis vixsignata
Chersotis vixsignata är en fjärilsart som beskrevs av Karl Schawerda 1930. Chersotis vixsignata ingår i släktet Chersotis och familjen nattflyn. Inga underarter finns listade i Catalogue of Life.